# Буткевич, Тимофей Иванович
Тимофе́й Ива́нович Бутке́вич (1854, село Большая Рогозянка, Харьковский уезд, Харьковская губерния, Российская империя — 13 февраля 1925 года, Харьков, Украинская ССР, СССР) — священнослужитель Православной российской церкви; богослов, публицист, профессор Харьковского университета. Член Государственного совета Российской империи, участник право-монархического движения.

## Биография. Деятельность и взгляды
Родился в селе Большая Рогозянка Харьковского уезда Харьковской губернии 21 февраля (5 марта) 1854 года в семье священника; дед был дьячком, прадед — священником. В 1869 году окончил Харьковское духовное училище, в 1875 году — Харьковскую духовную семинарию, в 1879 году — Московскую духовную академию со степенью кандидата богословия.
Был рукоположён в священники к Троицкой церкви слободы Беловодская Старобельского уезда 6 ноября 1878 года; в 1880 году переведён в Покровский собор Старобельска. С 1882 года — священник кладбищенской Иоанно-Усекновенской церкви Харькова. В 1883 году был назначен председателем Совета Харьковского епархиального женского училища. С 1884 года был законоучителем Мариинской женской гимназии, клирик кафедрального Успенского собора; с 1891 года — ключарь собора. В 1884 году получил степень магистра богословия.
В 1893 году был возведён в сан протоиерея. С 1894 года — профессор богословия Харьковского университета, настоятель университетской церкви. С 1903 года — доктор богословия.
В 1893—1897 годы состоял членом Харьковской городской думы. Был избран одним из шести почётных членов Харьковского отдела Союза русского народа.
В 1906 году был избран членом Государственного Совета от белого духовенства; был переизбран на новый срок. В Госсовете выступал за права Церкви и незыблемость монархического строя. В Петербурге он стал активным членом старейшей монархической организации — Русского собрания, где выступал с докладами. Его доклад «О вторжении евреев в лоно Церкви Христовой», прочитанный 18 сентября 1911, вызвал такой интерес, что ему пришлось повторить его 14 октября. Доклад «О смысле и значении кровавых жертвоприношений в дохристианском мире и о так называемых „ритуальных убийствах“», прочитанный 18 октября 1913 года по поводу дела Бейлиса был издан отдельной брошюрой. 24 апреля 1911 года был избран членом Совета PC.
С 1908 года член Особого совещания при Святейшем Синоде по миссионерским делам, председатель синодальной комиссии по сектантским делам, с 1910 года состоял в комиссии по старокатолическим и англиканским вопросам при Синоде, до апреля 1917 года входил в Учебный комитет Синода.
1 марта 1912 года был Высочайше утверждён членом «при Святейшем Синоде постоянного, впредь до созыва собора, предсоборного совещания».
После Февральской революции, в апреле 1917 года, в передовице официального издании Святейшего Синода «Церковный Вѣстникъ», которое он редактировал, писал: «Произведённый у нас переворот невольно заставляет нас вспомнить историю еврейских царей и в особенности царствование злосчастного Саула. Вдумайтесь в него и вас поразит его сходство с царствованием последнего русского императора. Николай II — также помазанник Божий; но Дух Господень отступил от него, как отступил Он и от Саула, и отверг его Господь от Себя, чтобы он не царствовал более над Россиею. <…> Низложение Николая II произошло несомненно по воле Божией. <…> Возмутительно читать пустую и недостойную болтовню бывших великих князей, которых с полным основанием осудил и бывший министр иностранных дел С. Д. Сазонов. Только страстною раздражительностию можно объяснить себе и то, что некоторые сотрудники газет всю характеристику бывшего царя ограничивают словами: „скорбен главою“, „алкоголик“ и т. п. <…> Многие действия бывшего царя остаются недоступными для понимания и объяснения их. Решительный отзыв о них, по нашему мнению, могла бы дать только психиатрия. Думские ораторы с возмущением указали, например, на недостойное поведение бывшего митрополита петроградского Питирима — явного распутинца, а царь на другой день жалует его патриаршими отличиями. Да разве это действие нормального и здравомыслящего человека? <…> Но если поведение бывшего царя не было результатом психической ненормальности, то неизбежно прийти к заключению, что никто и никогда так не дискредитировал принципа самодержавия, как именно Николай II. <…> Ведь ни для кого не секрет, что вместо Николая II, Россиею управлял развратный, невежественный, корыстолюбивый хлыст-конокрад Распутин! <…> Особенно тяжело сказалось влияние Распутина на царя в жизни Православной церкви. Как хлыст, Распутин был самым непримиримым врагом Церкви. Поэтому и все распоряжения царя по церковным делам носили враждебный характер, — характер юлиановских гонений. Господство в церкви было предоставлено хлыстовству. И церковью управлял, собственно, Распутин. Он назначал обер-прокуроров Св. Синода из лиц, лизавших его руки. Своих единомышленников он возводил на митрополичьи (м.м. Питирим и Макарий) и архиепископские кафедры. Огородник Варнава, не умевший написать грамотно двух слов, гнавший науку и просвещение, был возведён в сан архиепископа! Где и когда была доводима Православная Церковь до такого позора?! <…> Вообще нужно сказать, что, ради престижа только показывая вид своей независимости от открытых влияний со стороны государственных деятелей, наши „самодержцы“ всегда находились под гнетущим влиянием различных тёмных безответственных сил… <…>»
По возвращении в Харьков, с 1 января 1918 года, настоятельствовал в Николаевской церкви. С конца 1919 года был одним из 3-х членов Епархиального Совета, временно управлявшего Харьковского епархией в отсутствие правящего архиерея; 13 августа 1920 года возглавил избранный Харьковский Епархиальный Совет, ликвидированный 3 марта 1921 года отделом наркомата юстиции.
Умер от воспаления лёгких и паралича сердца; погребён на кладбище возле Иоанно-Усекновенской церкви в одной ограде с матерью и дочерью (захоронение было уничтожено).
Его сын, священник Алексий Буткевич, эмигрировал и скончался в Париже.

## Награды
- Орден Святой Анны 2-й степени (1897)
- Орден Святого Владимира 4-й степени (1900)
- Орден Святого Владимира 3-й степени (1907)
- Орден Святой Анны 1-й степени (1912)
- Орден Святого Владимира 2-й степени (1916)